# Impatiens fugongensis
Impatiens fugongensis là một loài thực vật có hoa trong họ Bóng nước. Loài này được K.M. Liu & Y.Y. Cong mô tả khoa học đầu tiên năm 2008.